# Icosidodecàedre truncat
En geometria, l'icosidodecàedre truncat o gran rombicosidodecàedre (no s'ha de confondre amb el gran rombicosidodecàedre no convex) és un dels tretze políedres arquimedians.
Té 62 cares, 30 de les quals són quadrades, 20 hexagonals i 12 decagonals, 180 arestes i a cadascun dels seus 120 vèrtex i concorren una cara quadrada, una hexagonal i una decagonal.

## Àrea i volum
Les fórmules per calcular l'àrea A i el volum V d'un gran rombi-cosidodecàedre tal que les seves arestes tenen longitud a són les següents:
{\displaystyle A=30\left(1+{\sqrt {2\left(4+{\sqrt {5}}+{\sqrt {15+6{\sqrt {6}}}}\right)}}\right)a^{2}}
{\displaystyle V=\left(95+50{\sqrt {5}}\right)a^{3}}

## Esferes circumscrita, inscrita i tangent a les arestes
Els radis R, r i {\displaystyle \rho } de les esferes circumscrita, inscrita i tangent a les arestes respectivament són:
{\displaystyle {\begin{aligned}&R={\frac {a{\sqrt {31+12{\sqrt {5}}}}}{2}}\\&r={\frac {a\left(105+6{\sqrt {5}}\right){\sqrt {31+12{\sqrt {5}}}}}{241}}\\&\rho ={\frac {a{\sqrt {31+12{\sqrt {5}}}}}{2}}\\\end{aligned}}}
On a és la longitud de les arestes.

## Dualitat
El políedre dual del gran rombi-cosidodecàedre és el icosàedre hexakis.

## Desenvolupament pla

Desenvolupament pla del gran rombi-cosidodecàedre

## Simetries
El grup de simetria del gran rombi-cosidodecàedre té 120 elements; el grup de les simetries que preserven les orientacions és el grup icosàedric {\displaystyle I\cong A_{5}}. Són els mateixos grups de simetria que per l'icosàedre i pel dodecàedre.

## Políedres relacionats
El gran rombicosidodecàedre es pot obtenir truncant simultàniament els vèrtexs i les arestes tant de l'icosàedre com del dodecàedre.
Les vint cares hexagonals i dels dotze cares decagonals del gran rombicosidodecàedre descansen sobre els plens de les cares d'un icosàedre i d'un dodecàedre respectivament. En canvi les trenta cares quadrades descansen sobre els mateixos plans que les cares d'un triacontàedre ròmbic, que és el políedre dual del icosidodecaedre.
EN altres paraules, unint els centres dels decàgons s'obté un icosàedre, unint els centres dels hexàgons s'obté un dodecàedre i unint els centres dels quadrats icosidodecàedre.

dodecàedre
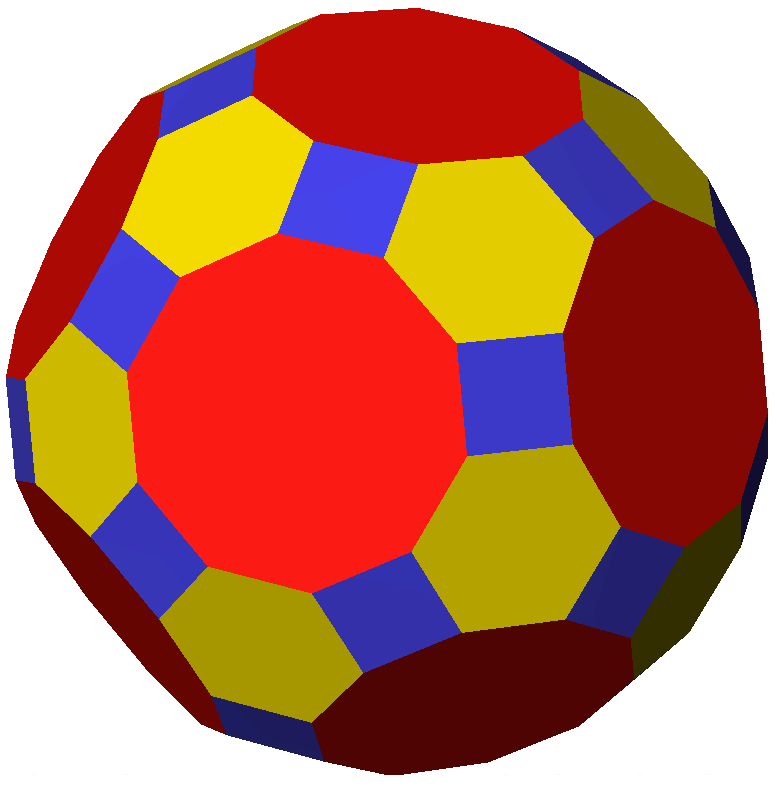
Gran rombi-cosidodecàedre
icosàedre